# Venizy
Venizy település Franciaországban, Yonne megyében. Lakosainak száma 846 fő (2022. január 1.). Venizy Fournaudin, Arces-Dilo, Bœurs-en-Othe, Chailley, Champlost, Saint-Florentin és Turny községekkel határos.

## Népesség
A település népessége az elmúlt években az alábbi módon változott:
| Lakosok száma | 934  | 948  | 943  | 902  | 879  | 877  | 871  | 867  | 846  |
|               | 2013 | 2015 | 2016 | 2017 | 2018 | 2019 | 2020 | 2021 | 2022 |